# South Wenatchee
South Wenatchee és una concentració de població designada pel cens dels Estats Units a l'estat de Washington. Segons el cens del 2000 tenia 1.991 habitants.

## Demografia
Segons el cens del 2000, South Wenatchee tenia 1.991 habitants, 620 habitatges, i 450 famílies. La densitat de població era de 424,7 habitants per km².
Dels 620 habitatges en un 46,6% hi vivien nens de menys de 18 anys, en un 50,6% hi vivien parelles casades, en un 16% dones solteres, i en un 27,4% no eren unitats familiars. En el 21,3% dels habitatges hi vivien persones soles el 7,9% de les quals corresponia a persones de 65 anys o més que vivien soles. El nombre mitjà de persones vivint en cada habitatge era de 3,15 i el nombre mitjà de persones que vivien en cada família era de 3,64.
Per edats la població es repartia de la següent manera: un 33,8% tenia menys de 18 anys, un 12,5% entre 18 i 24, un 28,2% entre 25 i 44, un 17,9% de 45 a 60 i un 7,7% 65 anys o més.
L'edat mediana era de 28 anys. Per cada 100 dones de 18 o més anys hi havia 110,2 homes.
La renda mediana per habitatge era de 29.741 $ i la renda mediana per família de 31.417 $. Els homes tenien una renda mediana de 27.935 $ mentre que les dones 27.786 $. La renda per capita de la població era d'11.613 $. Aproximadament el 15,5% de les famílies i el 19,9% de la població estaven per davall del llindar de pobresa.

## Poblacions més properes
El següent diagrama mostra les poblacions més properes.